# José Gervasio Gómez
José Gervasio Gómez (23 ottobre 1949) è un ex calciatore uruguaiano, di ruolo attaccante.

## Carriera
Con la Nazionale uruguaiana ha preso parte ai Mondiali 1974.